# Diplomatique pratique
Diplomatique pratique ou Traité de l'arrangement des archives et trésors des chartes est un manuel d'archivistique publié par Pierre Camille Le Moine en 1765.
Il s'agit de l'un des premiers ouvrages en français, traitant exclusivement de la gestion des archives. Il connut une diffusion importante, en France et à l'étranger, et eut une influence importante sur les méthodes de travail de l'époque. Il constitue en ce sens un jalon important de l'histoire de l'archivistique.
Il se présente comme un manuel pratique destiné aux archivistes, comprenant les qualités requises, un protocole de traitement des archives, un lexique,... jusqu'aux moyens de préserver sa santé, en dépit de conditions de travail parfois mauvaises. Cet ouvrage, le premier à recommander le classement des archives par matière, contre l'ordre chronologique en usage à l'époque, eut une influence concrète et importante sur l'archivistique.

## Édition

### Prospectus
Le Moine publie un prospectus en 1763 - références complètes ci-dessous - pour solliciter les souscriptions en vue de rendre l'édition possible. La souscription est ouverte du 1er novembre 1763 au 1er août 1764. Le prix de la souscription est fixé à neuf livres, broché - contre un prix plein de quinze livres au-delà.

### Souscripteurs
Les souscripteurs sont surtout issus du monde ecclésiastique, acteur important de l'Ancien régime, de sa structuration et d'ailleurs dépositaire de vastes fonds d'archives, mais on relève aussi des dignitaires civils, des administrateurs du Roi, un bibliothécaire, un bourgeois... On note également quelques libraires et imprimeurs - entre autres Lallemand à Rouen, qui acquiert 11 exemplaires - sans doute pour assurer la diffusion de l'ouvrage.
La liste des souscripteurs, premiers acquéreurs de l'ouvrage, donne une idée de l'attente d'un tel manuel ; leur dispersion montre la notoriété acquise par l'auteur ou la qualité du réseau qui a fait écho de ses compétences : près de 200 souscripteurs, répartis dans toute la France et dans les Pays-Bas autrichiens, ont commandé d'avance entre un et onze exemplaires.

« On distribue actuellement, chez Despilly, Libraire, rue Saint-Jacques à Paris, la Diplomatique-Pratique (...) MM. les Soupscripteurs font priés de retirer leurs exemplaires ; prix 15 livres, broché, avec les gravures du dictionnaire des abréviations. (...) [L'auteur invite] les personnes qui auraient des remarques, augmentations, & corrections, à faire à cet ouvrage, de les lui adresser franc de port à Lyon, place Saint-Jean. Ce qui servira à faire un supplément qui sera donné gratis aux souscripteurs, & à ceux qui, en prenant des exemplaires dans le cours de cette année, donneront leurs noms aux Libraires. »

— Suite de la clé, décembre 1765, p. 440-441.

## Contenu de l'ouvrage

### Conclusion
L'intérêt de la Diplomatique pratique est donc multiple.
- Vocabulaire et méthodes de l'époque qui peuvent éclairer les analyses contemporaines des archives gérées à l'époque.
- Compte rendu de l'expérience pratique et variée d'un archiviste
- Perception du métier d'archiviste.
- La large souscription témoigne de la demande pour une telle synthèse
- Références bibliographiques antérieures et donc méthode de recherche de l'auteur.

Pour mesurer l'intérêt exact de l'ouvrage, il faut le confronter aux autres ouvrages de références disponibles à l'époque.
C'est ce que fait, en partie, l'auteur du compte-rendu publié dans le Journal des savants en citant ou évoquant les auteurs et les ouvrages suivants.
- Jean Mabillon, De re diplomatica, Paris, 1681 (rééd. 1709).
- Charles-François Toustain et René Prosper Tassin, Nouveau traité de diplomatique, Paris, Chez G. Desprez, P.-G. Cavelier, 1750-1765. 6 volumes, in-4° (26 x 20 cm). Contient une centaine de planches d'illustrations et un Catalogue alphabetique des auteurs et des livres qui traitent de la diplomatique (vol. 6, p. xxv-lxviii)[2].
- Daniel Eberhard Baring, Clavis diplomatica, Hanovre, 1737 (rééd. 1754).

Le tout constitue ainsi une page de l'histoire de l'archivistique.

## Réception

### Comptes rendus
- [Prospectus] L'Avantcoureur, 24 octobre 1763, p. 682-686.

- Journal de Verdun, décembre 1765.
- Journal des sçavans, décembre 1765, p. 2343.
- Journal des sçavans, janvier 1766, p. 37-49.
- Pincedé[3], Lettre adressée à M. Lemoine (...) sur la Diplomatique-pratique, datée de Dijon, 14 décembre 1766, Mercure de France, décembre 1766, p. 57-64.
  - Le Moine, Réponse aux observations sur la Diplomatique-pratique (...) par M. Pincedé, datée de Lyon, 26 octobre 1766 [sic][4], Mercure de France, décembre 1766, p. 64-68.

## Éditions
- Prospectus d'une Diplomatique-pratique, ou, Traité de l'arrangement des archives et trésors d'icelles : ouvrage nécessaire aux dépositaires des titres des anciennes seigneuries, des évêchés, des chapitres, des abbayes, des communautés religieuses, des corps de ville, & à tous ceux qui veulent s'adonner à l'étude des titres & des écritures anciennes, par M. Le Moine, secrétaire & archiviste de l'église cathédrale de Toul, & ci-devant de l'insigne église de S. Martin de Tours, de l'Académie royale des sciences & des arts de Metz : proposé par souscription, A Metz : Chez Joseph Antoine, imprimeur ordinaire du roi, & de ladite Sociéte royale, Place des Charrons, 1753 [i.e. 1763], 8 p. Lire en ligne ; cet exemplaire, de la Newberry Library à Chicago, est relié avec une lettre d'accompagnement standard imprimée, datée du 18 Xbre 1763, complétée et signée par l'auteur.
- Pierre Camille Le Moine, Diplomatique pratique ou Traité de l'arrangement des archives, A Metz, chez Joseph Antoine, 1765. Lire en ligne.